# ATSF řada 3300
Americká železniční společnost Atchison, Topeka and Santa Fe Railway (ATSF) obdržela v roce 1911 od lokomotivky Baldwin celkem 24 Malletových lokomotiv řady 3300. Z toho 20 lokomotiv mělo kotel pevný a 4 lokomotivy kotel kloubový. Lokomotivy s kloubovým kotlem obdržely čísla 3320 – 3323. Lokomotivy byly vyřazeny z provozu v letech 1926 – 1934.